# أراك وبري
أراك وبري (الاسم العلمي: Salvadora villosa) هو نوع غير مؤكد من النباتات يتبع جنس الأراك من الفصيلة الأراكية.